# Luc Van Campenhoudt
Luc Van Campenhoudt é um sociólogo belga de língua francesa, o ex-diretor dos Centros de estudos sociológicos da Saint Louis University - Bruxelas e professor emérito da Universidade de Saint-Louis e da Universidade Católica de Louvain.
Ele é mais conhecido internacionalmente por seus livros sobre metodologia em ciências sociais, em particular o Manual de investigação em ciências sociais (Dunod) de que a quinta edição, escrito com Jacques Marquet e Raymond Quivy. Traduzido em cinco idiomas, este manual é usado há quase 30 anos por sua conscisa apresentação metodológica para a formação de milhares de alunos de todo o mundo.
Luc Van Campenhoudt tem desempenhado um papel importante no desenvolvimento e disseminação do método de análise do "grupo", iniciada pelo professor Michel Mercier (universidade de Namur). Seu livro, O método de análise em grupo (Dunod, 2005), em co-autoria com Jean-Michel Chaumont e Abraham Franssen, aborda em detalhes este método de pesquisa-ação, onde os atores afetados por um problema estão envolvidos diretamente na sua análise e na busca de soluções.
Em seus livros de Introdução à análise dos fenómenos sociais (Dunod 2001) e, mais recentemente, nos Cursos de sociologia (de 2014, em co-autoria com Nicola Marquis), estabelece os princípios fundamentais da análise sociológica, a partir de um conjunto de pesquisas concretas feitas por grandes autores.
Realizado coletivamente, o Centro para o estudo da sociologia, as suas pesquisas e publicações, incidindo, sobre as políticas de segurança (ver, por exemplo, a Resposta à insegurança. De discurso, práticas, Bruxelas, Trabalho, 2000, junto com Yves Cartuyvels, Françoise Digneffe, Dan Kaminski, Philippe Maria e Andrea Rea), sobre o comportamento em relação ao risco de infecção pelo HIV (ver, por exemplo, de relações Sexuais e HIV e Risco. Conceptuais novas Perspectivas na Investigação Europeia, Londres, Taylor & Francis, 1997, junto de Mitchell Cohen, Gustavo Guizzardi e Dominique Hauser). Várias de suas publicações científicas possuem foco também no ensino, no desvio e da transgressão, bem como o poder para a rede.
Analisou os processos que levam os jovens, inicialmente, comum a exercer o jihadismo até cometer ataques suicidas, e tem publicado sobre este tema, em Armand Colin, um pequeno livro intitulado Como chegar lá ? A chave para a compreensão do curso dos jihadistas.
De 2007 a 2013 foi o diretor de A Nova Revista, uma das principais revistas gerais de língua francesa da Bélgica. Ele escreveu dezenas de editoriais e artigos, particularmente em questões políticas e sociais.